# Velika nagrada Malezije
Velika nagrada Malezije je bila dirka v svetovnem prvenstvu Formule 1, ki je redno potekala med sezonama 1999 in 2017.
Prva dirka leta 1999 je bila v devetdesetih letih 20. stoletja edina dirka Formule 1 v Aziji, ki ni potekala na Japonskem. Na sporedu je bila kot predzadnja dirka sezone 1999, zaznamovana pa z vrnitvijo Michaela Schumacherja, ki se po poškodbi noge ni udeležil šestih dirk. Nemec je dominiral tako v kvalifikacijah kot na dirki, a je moral zmago prepustiti moštvenemu kolegu, Eddieju Irvinu, ki se je še boril za naslov prvaka.
V sezoni 2001 se je med dirko nenadoma ulilo tako močno, da sta zletela s steze oba voznika Ferrarija, Michael Schumacher in Rubens Barrichello. Toda na koncu sta vseeno dosegla dvojno zmago za Ferrari. Sicer je bila dirka leta 2001 prva, ki je bila na sporedu kot druga v sezoni, potem ko sta se dirki v letih 1999 in 2000 odvijali proti koncu sezone. 
Dirka leta 2009 se je začela ob 17. uri po lokalnem času, kratko pred sončnim zahodom. Zaradi močnega naliva so dirko po 33 krogih prekinili, potem pa je zaradi pomanjkanja svetlobe ni bilo mogoče nadaljevati. To je pomenilo, da se je dirkalo tako kratko, da je bilo mogoče podeliti le polovične točke za dirkaško in konstruktorsko prvenstvo, kar se je zgodilo prvič po Veliki nagradi Avstralije 1991.
Dirka leta 2010 je bila prva, ki je bila na sporedu kot tretja v sezoni, saj se je tega leta prva dirka sezone odvijala v Bahrajnu, namesto v Avstraliji. V naslednji sezoni 2011 dirke v Bahrajnu ni bilo ter je malezijska dirka v naslednjih letih spet potekala kot druga dirka sezone.
Sebastian Vettel je z zmago leta 2015 postal najuspešnejši dirkač v zgodovini dirke s štirimi zmagami. Ta dirka je bila zadnja, ki je bila na sporedu kot druga v sezoni. V letih 2016 in 2017 se je dirka za Veliko nagrado Malezije odvijala v začetku oktobra, ko je do konca sezone sledilo še pet dirk. 
Kratko po začetku sezone 2017 so organizatorji sporočili, da v naslednji sezoni 2018 dirke ne bo, saj je bila prodaja vstopnic v zadnjih letih nezadostna v primerjavi z visokimi stroški organizacije, predvsem po uvedbi za gledalce bolj zanimive nočne dirke za Veliko nagrado Singapurja v sezoni 2008.

## Večkratni zmagovalci

### Dirkači
| Št. zmag | Dirkač             | Zmage                  |
| -------- | ------------------ | ---------------------- |
| 4        | Sebastian Vettel   | 2010, 2011, 2013, 2015 |
| 3        | Michael Schumacher | 2000, 2001, 2004       |
| 3        | Fernando Alonso    | 2005, 2007, 2012       |
| 2        | Kimi Räikkönen     | 2003, 2008             |

### Konstruktorji
| Št. zmag | Konstruktor | Zmage                                    |
| -------- | ----------- | ---------------------------------------- |
| 7        | Ferrari     | 1999, 2000, 2001, 2004, 2008, 2012, 2015 |
| 5        | Red Bull    | 2010, 2011, 2013, 2016, 2017             |
| 2        | McLaren     | 2003, 2007                               |
| 2        | Renault     | 2005, 2006                               |

## Zmagovalci po letih
| Leto | Dirkač               | Konstruktor        | Dirkališče | Poročilo |
| ---- | -------------------- | ------------------ | ---------- | -------- |
| 2017 | Max Verstappen       | Red Bull-TAG Heuer | Sepang     | Poročilo |
| 2016 | Daniel Ricciardo     | Red Bull-TAG Heuer | Sepang     | Poročilo |
| 2015 | Sebastian Vettel     | Ferrari            | Sepang     | Poročilo |
| 2014 | Lewis Hamilton       | Mercedes           | Sepang     | Poročilo |
| 2013 | Sebastian Vettel     | Red Bull-Renault   | Sepang     | Poročilo |
| 2012 | Fernando Alonso      | Ferrari            | Sepang     | Poročilo |
| 2011 | Sebastian Vettel     | Red Bull-Renault   | Sepang     | Poročilo |
| 2010 | Sebastian Vettel     | Red Bull-Renault   | Sepang     | Poročilo |
| 2009 | Jenson Button        | Brawn-Mercedes     | Sepang     | Poročilo |
| 2008 | Kimi Räikkönen       | Ferrari            | Sepang     | Poročilo |
| 2007 | Fernando Alonso      | McLaren-Mercedes   | Sepang     | Poročilo |
| 2006 | Giancarlo Fisichella | Renault            | Sepang     | Poročilo |
| 2005 | Fernando Alonso      | Renault            | Sepang     | Poročilo |
| 2004 | Michael Schumacher   | Ferrari            | Sepang     | Poročilo |
| 2003 | Kimi Räikkönen       | McLaren-Mercedes   | Sepang     | Poročilo |
| 2002 | Ralf Schumacher      | Williams-BMW       | Sepang     | Poročilo |
| 2001 | Michael Schumacher   | Ferrari            | Sepang     | Poročilo |
| 2000 | Michael Schumacher   | Ferrari            | Sepang     | Poročilo |
| 1999 | Eddie Irvine         | Ferrari            | Sepang     | Poročilo |